# توم دوولي
توم دوولي (بالإنجليزية: Tom Dooley)‏ هو عداء مشي أمريكي، ولد في 9 ديسمبر 1945 في سان فرانسيسكو في الولايات المتحدة.

## وصلات خارجية
- توم دوولي على موقع أوليمبيديا (الإنجليزية)